# Тијера Хосефита, Вадо Ондо (Сарик)
Тијера Хосефита, Вадо Ондо (шп. Tierra Josefita, Vado Hondo) насеље је у Мексику у савезној држави Сонора у општини Сарик. Насеље се налази на надморској висини од 800 м.

## Становништво
Према подацима из 2005. године у насељу су живела 2 становника.

### Хронологија
| Година       | 2005 |
| ------------ | ---- |
| Становништво | 2    |

### Попис
| # | Индикатор                        | Вредност |
| - | -------------------------------- | -------- |
| 1 | Укупно појединачних домаћинстава | 2        |